# 主动脉裂孔
主动脉裂孔（英語：aortic hiatus）是位于膈肌后部中线的一个开口:185，该裂孔为降主动脉、胸导管、奇静脉与半奇静脉（视半奇静脉走向而定）提供穿行通道。
它位于第十二胸椎（T12）下缘水平，解剖位置界于两膈脚之间，后方与正中弓状韧带相邻  :185。 

## 穿行物
在主动脉裂孔内，主动脉位于左侧，胸导管居中，奇静脉位于右侧:185。半奇静脉的走行存在两种可能路径：或经主动脉裂孔穿过膈肌，或通过左膈脚的独立孔道穿行:186。

## 其他图片

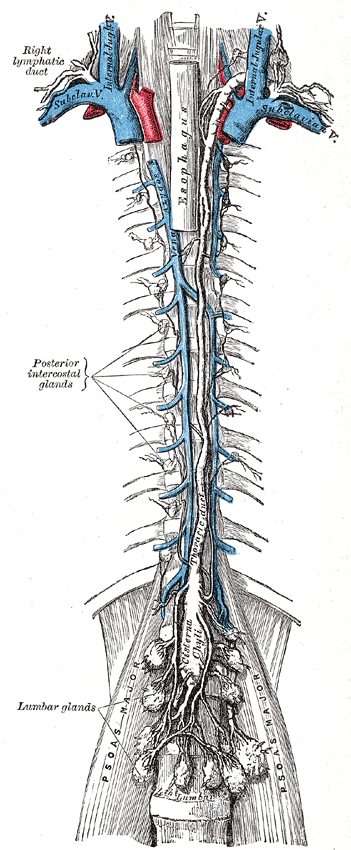
胸腔和右侧淋巴管。